# Anita Jeram
Anita Jeram est une illustratrice britannique née en 1965 à Portsmouth. Elle a notamment illustré Devine combien je t'aime de Sam McBratney. Elle dessine aussi des cartes postales pour l'éditeur Two bad mice.